# Барлассина, Луиджи
Луиджи Барлассина (итал. Luigi Barlassina; 30 апреля 1872 года, Турин, Италия — 27 сентября 1947 года, Иерусалим, Израиль) — католический епископ. В 1920—1947 годах — Патриарх Иерусалима латинского обряда Римско-католической церкви. В 1918—1920 годах — вспомогательный епископ Иерусалима и титулярный епископ Капернаума. В 1928—1947 годах — Великий магистр ордена Святого Гроба Господнего Иерусалимского.

## Биография
Родился 30 апреля 1872 года в Турине.
22 декабря 1894 года рукоположен в священники.
С 9 августа 1918 года — вспомогательный епископ Иерусалима и титулярный епископ Капернаума. 8 сентября 1918 года рукоположен во епископы. Прибыл в Иерусалим 29 октября 1918 года и стал генеральным викарием, а с 16 декабря 1919 апостольский администратор, после отъезда Филиппо Камассеи.
С 8 марта 1920 года по 27 сентября 1947 года — Патриарх Иерусалима.
27 сентября 1947 года умер в Иерусалиме.
Был одним из лидеров антисионистской пропаганды в Палестине.
«Ракиб Сион», орган Патриархии, призывал арабов читать арабский перевод сфальсифицированного сборника текстов — Протоколов сионских мудрецов, опубликованных в Бейруте, Сирия.